# Pseudocalamobius discolineatus
Pseudocalamobius discolineatus är en skalbaggsart som beskrevs av Maurice Pic 1927. Pseudocalamobius discolineatus ingår i släktet Pseudocalamobius och familjen långhorningar.
Artens utbredningsområde är Laos. Inga underarter finns listade i Catalogue of Life.